# دوري مونتسرات لكرة القدم 1975
دوري مونتسرات لكرة القدم 1975 هو موسم من دوري مونتسرات لكرة القدم. فاز فيه Bata Falcons ‏.